# Balogh György (író)
Balogh György (Barcaújfalu, 1864. június 12. – Barcaújfalu, 1934) magyar író, népköltő, falubíró, topográfus, autodidakta.

## Élete
Azon személyek közé tartozik, akik maguk egyszerűségével, szerénységükkel megpróbáltak maradandót hagyni maguk után úgy anyagi, mint szellemi téren. Barcaújfalunak kevés ilyen egyénisége volt. O nem csak belelátott korának gazdasági, politikai és szellemi változásaiban, hanem értelmével, fejleszteni is tudta azokat és le is tudta írni, hogy örökségül hagyja az utókornak.
Barcaújfalunak egyfajta polihisztora volt. Értett a főzéshez, agyagmegmunkáláshoz, mezőgazdasághoz, volt ő szabómester, ácsmester, kőművesmester, erdész, topográfus, falubíró, tanácsos és nem utolsósorban irodalmár.
Mindezen tulajdonságai öndidakta módon fejlődtek ki benne, a nagy akaratereje és tudásvágya emelik naggyá és halhatatlanná.
Minden munkájában megpróbálta a legjobbat beleadni, a legjobbat kihozni, úgymond maximalista volt.
Nyelvismerete megmaradt a barcasági jellegzetességnek: ismerte a magyar, román és szász nyelveket.
Balogh György 1934-ben halt meg Barcaújfaluban, ahol kopjafa őrzi emléket az evangélikus temetőben.

## Írásai
"Éltem vázlatának főbb vonalai" - Balogh György - Elbeszélések, történetek, versek - Barcaújfalu, 2009
Az első emlékeit 1870-től eleveníti föl. Recessziós válságos időkről beszél, akkor, amikor a feudalizmust váltaná föl az iparosodás.
Helytörténeti fontossága óriási, hiszen óramű pontossággal ecseteli korának adminisztrációs és demográfiai változásait. Írásában nincs harag, nincs ellenségeskedés, nincs uszítás, csak egyszerűen leírja, lejegyzi, hogy maradjon ismertetőül az új nemzedéknek.
Monográfiának is nevezhetnénk írását, de az annál több: történelem és szépirodalom egyben.

## Idézet
| „ | Világosodjál, hogy sötét ne légy, Minden munkát Isten nevével tégy, Munkáld a jelent jóra-folyton, s jövőben örülni fogsz - a múlton. | ” |
|   | |   |